# Hermann Heinemann
Hermann Heinemann (ur. 24 czerwca 1928 w Dortmundzie, zm. 15 listopada 2005 w Iserlohn) – niemiecki polityk i działacz związkowy, od 1983 do 1984 poseł do Parlamentu Europejskiego, od 1985 do 1992 minister zdrowia, pracy i polityki społecznej w rządzie Nadrenii Północnej-Westfalii.

## Życiorys
Po skończeniu szkoły podstawowej w 1942 przyuczał się do zawodu w dziedzinie bankowości. W czasie II wojny światowej wcielony do wojska, do 1945 był jeńcem wojennym. Po wojnie powrócił do nauki zawodu, w 1953 ukończył też studium przy banku w Dortmundzie. Pracował w kasie oszczędnościowej. Został etatowym działaczem związku zawodowego Gewerkschaft Öffentliche Dienste, Transport und Verkehr, od 1966 do 1971 jako dyrektor zarządzający w Dortmundzie. Od 1971 do 1985 był dyrektorem zarządzającym kompleksu Westfalenhallen, kierował też radą nadzorczą centrum kardiologiczno-diabetologicznego.
W 1951 r. wstąpił do Socjaldemokratycznej Partii Niemiec, kierował jej strukturami w Dortmundzie (1968–1974) i zachodniej części Westfalii (1974–1992). Od 1969 do 1971 zasiadał w dortmundzkiej radzie miejskiej. Od marca 1983 do lipca 1984 sprawował mandat posła do Parlamentu Europejskiego I kadencji, gdzie zastąpił Willy’ego Brandta i wstąpił do frakcji socjalistycznej. Od 1985 do 1992 należał do rządu Johannesa Raua w Nadrenii-Północnej Westfalii, odpowiadał w nim za zdrowie, pracę i politykę społeczną. Odszedł ze stanowiska po krytyce związanej z przyznaniem dużego publicznego wsparcia prywatnemu centrum mikroterapii EFMT w Bochum, nie ubiegał się też o reelekcję w wyborach partyjnych (później parlamentarne śledztwo oczyściło go z zarzutów).

## Odznaczenia
Trzykrotnie odznaczony Orderem Zasługi Republiki Federalnej Niemiec: Krzyżem Zasługi I Klasy (1982), Wielkim Krzyżem Zasługi (1987), Wielkim Krzyżem Zasługi z Gwiazdą (1990).